# نیک استوارت
نیک استوارت (انگلیسی: Nick Stuart؛ ‏ ۱۰ آوریل ۱۹۰۴ – ۷ آوریل ۱۹۷۳) بازیگر و هنرمند رومانیایی‌الاصل اهل ایالات متحده آمریکا بود.
از فیلم‌هایی که وی در آن‌ها نقش داشته‌است، می‌توان به بلندپرواز باش، کپی قاتل، خط فرانسه، این ملک محکوم است، عشق دروغ خونین و دنیای دیوانه، دیوانه، دیوانه، دیوانه اشاره نمود.